# Andrius Tapinas
Andrius Balys Tapinas (* 6. duben 1977 Vilnius, Litva) je litevský spisovatel science fiction. V roce 2003 založil dlouhodobě běžící populární litevský televizní pořad nazvaný „Pinigų karta“, který má již 11 sezón a je zaměřen na finance a podnikání. Od r. 2017 uvádí satirický pořad „Держитесь там“ (Držte se tam).
Narodil se a v současné době žije ve Vilniusu. V roce 1998 získal bakalářský titul v mezinárodní ekonomice na Vilniuské univerzitě (Vilniaus universitetas) a stal se jedním z nejmladších televizních moderátorů v Litvě, když zakotvil v ranní televizní show „Labas rytas, Lietuva“ (Dobré ráno Litvo).

## Osobní život
Jeho otcem je Laimonas Tapinas, známý litevský spisovatel, překladatel, novinář, filmový kritik a historik. Její matka, Violeta Tapinie, je jednou z nejvýznamnějších litevských učitelů. Je ženatý s Rasou Tapinienė, která působí na litevské zpravodajské televizní stanici „Info TV“ a mají spolu dvě děti, Vasaru a Vakarise.
Je pokerový nadšenec a v roce 2006 se stal prvním Litevcem, který kdy získal cenu v hlavní soutěži World Series of Poker (Světová pokerová série). Nakonec se umístil na 494. místě a odnesl si 52 000 eur. Byl vybrán jako litevský pokerový ambasador online pokerovou společností Unibet. Založil „Lietuvos sportinio pokerio federacija“ (Litevská sportovní pokerová federace), kde působil jako prezident od roku 2010 do roku 2013.
Je vášnivým fanouškem fotbalu a amerického fotbalu. V době, kdy byl americký fotbal v Litvě prakticky neznámý, začal psát na svém osobním blogu o National Football League a snažil se jej rozšířit. Jeho oblíbeným týmem je Oakland Raiders.

## Kariéra

### Psaní
Nakladatelství Alma littera publikovalo jeho první román s názvem „Vilko valanda“ (Hodina vlků) v únoru 2013 a obdrželo kladné recenze. Tento román, který ilustrovala Eglė Zioma, byl prvním steampunkovým dílem napsaným v litevštině. Strávil celkem 20 týdnů mezi desítkou nejprodávanějších beletristických knih v Litvě. Dílo vypráví příběh o alternativní steampunkové Evropě, kde pět měst vytvořilo Alianci pod ochranou Rothchildských bankéřů. Román byl s iniciativou autora rychle přeložen do angličtiny a samovydána jako e-kniha.
Dílo „Vilko valanda“ je také příkladem transmedia storytelling. Jeho vesmír, který se jmenoval „Proud a kámen“, byl rozšířen o hlasem ovládanou videohru „Howler: A game of Touch and Scream“, která byla vydána v květnu 2013. Litevská animační společnosti Studio Mitkus nabyla práv na animovaný televizní seriál. Webové komické seriály „Steam and Stone: Untold stories“ a interaktivní multimediální hra pro mobilní platformy „Tajemství starého města“ jsou vyvíjeny Andriem Tapinem a Studio Mitkus a měly být uvedeny v zimě 2013.
V roce 2015 dokončil práci na své další knize „Maro diena“ (Den epidemie), která je pokračováním k předešlému dílu.

### Překládání
Stal se nejmladším překladatelem Johna Ronalda Reuela Tolkiena na světě ve věku 17 let, když bylo dílo Společenstvo Prstenu publikováno v litevštině v roce 1994. V následujících dvou letech přeložil zbytek série Pána prstenů ještě před absolvování střední školy. Přeložil i první dva díly Zeměplochy od Terryho Pratchetta: Barva kouzel a Lehké fantastično.

## Zajímavosti
V roce 1999 ohlašoval výsledky litevského hlasování na Eurovision Song Contest 1999.